# Praomys morio
Praomys morio — вид гризунів родини мишевих (Muridae). Зустрічається в Камеруні та Екваторіальній Гвінеї. Його природне місце існування — субтропічні або тропічні вологі гірські ліси. Йому загрожує втрата середовища проживання.

## Морфологічна характеристика
Це дрібний гризун з довжиною голови і тіла від 95 до 140 мм, довжиною хвоста від 94 до 160 мм, довжиною лапи від 21 до 27 мм, довжиною вух від 15 до 20 мм і вага до 57 грамів. Хутро шовковисте. Верхня частина варіюється від коричневого до чорного. Черевні частини сірувато-білі. Хвіст довший за голову й тулуб і практично безшерстий.

## Поведінка
Це нічний і наземний вид. Живиться частинами рослин і комахами.